# Пошта (Ілфов)
Пошта (рум. Poșta) — село у повіті Ілфов в Румунії. Входить до складу комуни Черніка.
Село розташоване на відстані 18 км на схід від Бухареста.

## Населення
За даними перепису населення 2002 року у селі проживали 598 осіб, усі — румуни. Усі жителі села рідною мовою назвали румунську.